# Landtagswahlkreis Rhein-Kreis Neuss I
Der Landtagswahlkreis Rhein-Kreis Neuss I ist ein Landtagswahlkreis in Nordrhein-Westfalen. Er umfasst seit 2005 die gesamte Stadt Neuss im Rhein-Kreis Neuss.

## Landtagswahl 2022
| Direktkandidat           | Erststimmen in % | Partei   | Zweitstimmen in % |
| ------------------------ | ---------------- | -------- | ----------------- |
| Arno Jansen              | 32,21            | SPD      | 24,4              |
| Jörg Geerlings           | 40,58            | CDU      | 39,42             |
| Susanne Elisabeth Benary | 12,44            | GRÜNE    | 17,19             |
| Thomas Schommers         | 4,82             | FDP      | 6,0               |
| Christof Rausch          | 4,56             | AfD      | 4,85              |
| Sonstige                 | 5,39             | Sonstige | 8,11              |

Bei der Landtagswahl am 15. Mai 2022 gewann Jörg Geerlings (CDU) mit 40,58 % der Erststimmen den Wahlkreis.

## Landtagswahl 2017
| Direktkandidat      | Erststimmen in % | Partei   | Zweitstimmen in % |
| ------------------- | ---------------- | -------- | ----------------- |
| Arno Jansen         | 34,1             | SPD      | 27,5              |
| Jörg Geerlings      | 40,2             | CDU      | 35,7              |
| Uwe Günther Welsink | 4,6              | GRÜNE    | 5,9               |
| Michael Fielenbach  | 9,4              | FDP      | 14,8              |
| Lukas Lamla         | 2,0              | Piraten  | 1,2               |
| Kirsten Eickler     | 3,8              | LINKE    | 4,1               |
| Joachim Schilder    | 5,6              | AfD      | 7,4               |
| Sonstige            | 0,3              | Sonstige | 3,7               |

Bei der Landtagswahl am 14. Mai 2017 gewann Jörg Geerlings (CDU) mit 40,2 % der Erststimmen den Wahlkreis und kehrte so nach fünf Jahren Unterbrechung in den Landtag zurück. Der Piraten-Kandidat Lukas Lamla schied aus dem Parlament aus, da seine Partei an der 5-%-Hürde scheiterte.

## Landtagswahl 2012
Wahlberechtigt zur Landtagswahl 2012 sind 110.089 Einwohner des Wahlkreises. Die Wahlbeteiligung lag bei 57,9 %
| Direktkandidat         | Erststimmen in % | Partei   | Zweitstimmen in % |
| ---------------------- | ---------------- | -------- | ----------------- |
| Jörg Geerlings         | 36,2             | CDU      | 30,1              |
| Reiner Dieter Breuer   | 36,7             | SPD      | 32,9              |
| Hans Christian Markert | 7,5              | GRÜNE    | 10,7              |
| Hermann-Josef Verfürth | 8,9              | FDP      | 11,6              |
| Stefan Müller          | 2,1              | LINKE    | 2,0               |
| Joachim Paul           | 8,7              | Piraten  | 8,4               |
| -                      | -                | Sonstige | 4,3               |

## Landtagswahl 2010
Wahlberechtigt zur Landtagswahl 2010 waren 109.601 Einwohner des Wahlkreises. Die Wahlbeteiligung lag bei 57,3 %.
| Direktkandidat         | Erststimmen in % | Partei   | Zweitstimmen in % |
| ---------------------- | ---------------- | -------- | ----------------- |
| Jörg Geerlings         | 45,6             | CDU      | 39,7              |
| Fritz Behrens          | 31,5             | SPD      | 26,8              |
| Hans Christian Markert | 8,4              | GRÜNE    | 12,1              |
| Hans-Peter Fantini     | 4,3              | FDP      | 8,8               |
| Oliver Reising         | 4,1              | LINKE    | 4,6               |
| Marion Schäfer         | 0,9              | MUT      | 0,9               |
| Andrea Buick-Feltes    | 0,6              | Familie  | 0,6               |
| Merijan Wagner         | 0,6              | Zentrum  | 0,6               |
| Hugo Hoff              | 2,0              | Piraten  | 2,1               |
| Norbert Back           | 1,8              | pro NRW  | 1,7               |
| -                      | -                | Sonstige | 2,1               |

## Landtagswahl 2005
Wahlberechtigt zur Landtagswahl 2005 waren 108.958 Einwohner des Wahlkreises. Die Wahlbeteiligung lag bei 61,6 %.
| Direktkandidat       | Partei  | Stimmen in % |
| -------------------- | ------- | ------------ |
| Fritz Behrens        | SPD     | 30,4         |
| Heinz Sahnen         | CDU     | 52,1         |
| Jana Pavlik          | FDP     | 7,5          |
| Michael Klinkicht    | GRÜNE   | 5,1          |
| Karl Fuchs           | REP     | 0,7          |
| Roland Sperling      | PDS     | 0,9          |
| Willibrord Osmers    | NPD     | 1,0          |
| Karlheinz Pilarczyk  | WASG    | 2,0          |
| Hans-Joachim Woitzik | ZENTRUM | 0,4          |

## Wahlkreissieger
Von 1980 bis 2000 umfasste der Wahlkreis Neuss I lediglich den Norden der Stadt Neuss, genauer die Kommunalwahlbezirke 1 Innenstadt/Hammfeld, 2 Stadtmitte, 3 Barbaraviertel, 4 Furth-Süd, 5 Neusser Furth, 6 Morgensternsheide, 7 Kaarster Brücke, 8 Weißenberg, 9 Bolssiedlung, 10 Vogelsang, 11 Hermannsplatz, 12 Stadionviertel, 13 Pomona, 14 Baldhof, 15 Reuschenberg-West, 16 Selikum-Reuschenberg, 19 Dreikönigenviertel, 20 Gnadental, 21 Grimlinghausen und 23 Erfttal. Der Süden gehörte zum Wahlkreis Neuss II. Davor umfasste der Wahlkreis die gesamte kreisfreie Stadt Neuss (bis 1968 Neuß)
| Jahr | Wahlkreisname          | Direktmandat        | Partei |
| ---- | ---------------------- | ------------------- | ------ |
| 1947 | 30 Neuß                | Adolf Flecken       | CDU    |
| 1950 | 30 Neuß                | Adolf Flecken       | CDU    |
| 1954 | 30 Neuß                | Adolf Flecken       | CDU    |
| 1958 | 30 Neuß                | Adolf Flecken       | CDU    |
| 1962 | 30 Neuß                | Adolf Flecken       | CDU    |
| 1966 | 31 Neuß                | Heinz Günther Hüsch | CDU    |
| 1970 | 31 Neuß                | Heinz Günther Hüsch | CDU    |
| 1975 | 31 Neuss               | Heinz Günther Hüsch | CDU    |
| 1980 | 50 Neuss I             | Siegfried Zellnig   | CDU    |
| 1985 | 50 Neuss I             | Friedhelm Farthmann | SPD    |
| 1990 | 50 Neuss I             | Friedhelm Farthmann | SPD    |
| 1995 | 50 Neuss I             | Siegfried Zellnig   | CDU    |
| 2000 | 50 Neuss I             | Heinz Sahnen        | CDU    |
| 2005 | 44 Rhein-Kreis Neuss I | Heinz Sahnen        | CDU    |
| 2010 | 44 Rhein-Kreis Neuss I | Jörg Geerlings      | CDU    |
| 2012 | 44 Rhein-Kreis Neuss I | Reiner Breuer       | SPD    |
| 2017 | 44 Rhein-Kreis Neuss I | Jörg Geerlings      | CDU    |